# دوبوو
دوبوو (به لهستانی:  Dubów) یک روستا در لهستان است که در گمینا وومازه واقع شده‌است.